# Rikke Søby Hansen
Rikke Søby Hansen (Glostrup, 1 de febrero de 1995) es una deportista danesa que compite en bádminton. Ganó una medalla de bronce en el Campeonato Europeo de Bádminton de 2022, en la prueba de dobles mixto.

## Palmarés internacional
| Campeonato Europeo | Campeonato Europeo | Campeonato Europeo | Campeonato Europeo |
| Año                | Lugar              | Medalla            | Prueba             |
| ------------------ | ------------------ | ------------------ | ------------------ |
| 2022               | Madrid (España)    | Medalla de bronce  | Dobles mixto       |